# 제21회 아카데미상
제21회 아카데미상은 1949년 3월 24일에 열린 시상식이다. LA 앰파스 극장에서 개최되었으며 사회자는 로버트 몽고메리이다.

## 후보 및 수상

### 작품상
- 햄릿 - 로렌스 올리비에 수상
- 조니 벨린다 - 제리 워드
- 분홍신 - 마이클 포웰
- 스네이크 핏 - Anatole Litvak
- 시에라 마드레의 황금 - 헨리 블렁크

### 남우주연상
- 햄릿 - 로렌스 올리비에 수상
- 조니 벨린다 - 루 에어스
- 수색 - 몽고메리 클리프트
- 시팅 프리티 - 클리프톤 웹
- 나에게 미소질 때 - 댄 데일리

### 여우주연상
- 조니 벨린다 - 제인 와이먼 수상
- 아이 리멤버 마마 - 아이린 던
- 잔 다르크 - 잉그리드 버그만
- 스네이크 핏 - 올리비아 드 하빌랜드
- 살인 전화 - 바바라 스탠윅

### 남우조연상
- 시에라 마드레의 황금 - 월터 휴스턴 수상
- 아이 리멤버 마마 - 오스카 호몰카
- 잔 다르크 - 호세 페러
- 조니 벨린다 - 찰스 빅포드
- 아일랜드의 운수 - 세실 켈러웨이

### 여우조연상
- 키 라르고 - 클레어 트레버 수상
- 햄릿 - 진 시몬스
- 아이 리멤버 마마 - 바바라 벨 게즈
- 아이 리멤버 마마 - 엘렌 코비
- 조니 벨린다 - 아그네스 무어헤드

### 감독상
- 시에라 마드레의 황금 - 존 휴스턴 수상
- 햄릿 - 로렌스 올리비에
- 조니 벨린다 - 진 네글레스코
- 수색 - 프레드 진네만
- 스네이크 핏 - Anatole Litvak

### 각본상
- 시에라 마드레의 황금 - 존 휴스턴 수상
- 수색 - 리처드 쉬웨이저 수상

### 촬영상
- 잔 다르크 - 조셉 A. 발렌틴 수상
- 네이키드 시티 - 윌리엄 H. 다니엘스 수상

### 편집상
- 네이키드 시티 - 폴 위더왁스 수상

### 미술상
- 분홍신 - 헤인 헤크로스 수상
- 햄릿 - 로저 K. 퍼스 수상

### 의상상
- 잔 다르크 - 도로시 지킨스 수상
- 햄릿 - 로저 K. 퍼스 수상

### 음악상
- 이스터 퍼레이드 - 조니 그린 수상
- 분홍신 - 브라이언 에스데일 수상

### 주제가상
- 페일페이스 - Jay Livingston 수상

### 음향믹싱상
- 스네이크 핏 - 20세기폭스사 음향팀 수상

### 제니의 초상
- 폴 이글러 수상

### 단편애니메이션상
- The Little Orphan - Fred Quimby 수상

### 단편영화상
- Symphony of a City - Edmund Reek 수상
- Seal Island - 월트 디즈니 수상

### 장편다큐멘터리상
- The Secret Land - Orville O. Dull 수상

### 단편다큐멘터리상
- Toward Independence - U.S. Army 수상

### 공로상
- Adolph Zukor 수상
- 월터 와그너 수상
- Monsieur Vincent 수상
- Sid Grauman 수상

### 아역상
- 수색 - Ivan Jandl 수상

### 어빙 탤버그 상
- 제리 워드 수상

## 같이 보기
- 제6회 골든 글로브상
- 제2회 영국 아카데미 영화상